# ヌーヴェルヴァーグ (映画)
『ヌーヴェルヴァーグ』（Nouvelle vague）は、1990年（平成2年）にスイス・フランス合作で製作されたジャン＝リュック・ゴダール監督の長編劇映画である。
同世代の俳優でありながら、ゴダールは本作で初めてアラン・ドロンを主演に起用、ドロンを「生まれながらに固有の悲劇を抱え持っている人物」と評した。ロケーション撮影は、スイス・レマン湖で行われた。
1990年、第43回カンヌ国際映画祭のパルムドールにノミネートされ、コンペティションに正式出品された。同年、ヨーロッパ映画賞の音楽賞部門に選曲者のゴダールがノミネートされた。翌1991年のセザール賞の最優秀録音賞にフランソワ・ミュジー、ピエール＝アラン・ベス、アンリ・モレルがノミネートされた。

## ストーリー
「彼女」ことエレナ・トルラート＝ファヴリーニ（ドミツィアーナ・ジョルダーノ）は、大財閥の当主である。ある日エレナは、交通事故に遭った男、「彼」ことロジェ・レノックス（アラン・ドロン）を救う。放浪者であったロジェはエレナの屋敷に住み着き、行動をともにし始めた。エレナとロジェが、湖にボートを漕ぎ出したとき、ロジェはボートから落ちてしまう。エレナは、ロジェに手を差し伸べなかった。ロジェは湖中に消えた。
ちょうど1年後の春、エレナの前にロジェとそっくり似た男・リシャール（ドロン、二役）が現れる。リシャールは、ロジェとまったく違うのは活動的な人間だということで、エレナはリシャールに惹かれた。リシャールはエレナの経営する会社の実権を握る。
エレナとリシャールは、ロジェと行った同じ湖に、同じようにボートを漕ぎ出した。そこでリシャールはエレナを突き飛ばす。エレナは溺れかけるが、リシャールは腕を伸ばしてエレナの手をつかみ、エレナを救い出すのだった。

## スタッフ
- 監督・脚本・編集 : ジャン＝リュック・ゴダール
- 撮影 : ウィリアム・リュプチャンスキー
- 録音 : フランソワ・ミュジー、ピエール＝アラン・ベス、アンリ・モレル
- 美術 : アンヌ＝マリー・ミエヴィル
- 音楽 : パオロ・コンテ、デヴィッド・ダーリング、ガブリエーレ・フェリ、パウル・ギーガー、パウル・ヒンデミット、ハインツ・ホリガー、ヴェルナー・ピルヒナー、ディノ・サルーシ、アルノルト・シェーンベルク、ジャン・シュヴァルツ、パティ・スミス
- 助監督 : エマニュエル・ファンキエル
- プロデューサー : アラン・サルド
- 製作 : サラ・フィルム、ペリフェリア、カナル・プリュス、ヴェガ・フィルム、テレヴィジオン・スイス・ロマンド、アンテーヌ2、フランス国立映画センター（CNC）、ソフィカス・アンヴェスティマージュ

## キャスト
- アラン・ドロン （彼 ロジェ・レノックス / リシャール・レノックス） - 二役
- ドミツィアーナ・ジョルダーノ （彼女 エレナ・トルラート＝ファヴリーニ）
- ジャック・ダクミーヌ （ル・PDG）
- クリストフ・オダン （法律家ラウール・ドルフマン）
- ロラン・アムステュツ （園芸家ジュール）
- セシル・レゲール （ウェイトレス）
- ローレンス・コート （政治家セシル）
- ジョゼフ・リスボナ （博士）
- ヴェロニク・ミュラー （ラウールの友人1）
- ジョー・シェリダン （ロバート、通称ボブ）
- ベルカセム・ターテム
- ヴィオレーヌ・バレー （園芸家の妻イヴォンヌ）
- ユベール・ラヴェル （ロラン）
- ロランス・ゲール （秘書）
- パスカル・サブリエ （イラン人クライアント）
- ラファエル・デルパール
- ブリジット・マルヴィーヌ （ジャーナリストのブリジット）
- スティーヴ・シュイッサ （レストランの給仕）
- フランソワ・ジェルモン
- マリア・ピタレシ （ラウールの友人2）
- ロール・キリング （博士の妻ドロシー・パーカー）
- ジャック・ヴィアレット （工場長）

## 評価
レビュー・アグリゲーターのRotten Tomatoesでは6件のレビューで支持率は67%、平均点は6.60/10となった。

## 註
1. ↑  allcinemaサイト内の「ヌーヴェルヴァーグ」の記述を参照。
2. ↑  “Nouvelle Vague”. Rotten Tomatoes.   Fandango Media. 2022年9月22日閲覧。

## 関連事項
- ジャン＝リュック・ゴダール監督作品一覧